# Futbol'nyj Klub Dnepr 1988
Questa voce raccoglie le informazioni riguardanti il Futbol'nyj Klub Dnipro nelle competizioni ufficiali della stagione 1988.

## Stagione
In questa annata il Dnipro, all'epoca conosciuto come Dnepr, vinse il suo secondo campionato sovietico.
Nella stessa stagione (anche se le ultime gae furono disputate quando già era iniziata la stagione 1989), vinse anche la sua prima Coppa dell'Unione Sovietica, battendo nell'ordine Šinnik, Zenit Leningrado, Dinamo Mosca, Dinamo Tbilisi e, in finale, la Torpedo Mosca, grazie ad un gol di Anton Šoch.
Nella Coppa delle Federazioni sovietiche fu eliminato nella fase a gironi, giungendo terzo nel girone D alle spalle di Metalist e Čornomorec' a causa della sconfitta all'ultima giornata contro il fanalino di coda Ararat.
In Coppa UEFA trovò l'eliminazione al primo turno per mano dei francesi dello Bordeaux.

## Rosa
| N. |                             | Ruolo | Calciatore               |
| -- | --------------------------- | ----- | ------------------------ |
|    | Unione Sovietica (bandiera) | P     | Valerij Horodov          |
|    | Unione Sovietica (bandiera) | D     | Serhij Baškyrov          |
|    | Unione Sovietica (bandiera) | D     | Ivan Višnevskij          |
|    | Unione Sovietica (bandiera) | D     | Vladimir Bagmut          |
|    | Unione Sovietica (bandiera) | D     | Oleksandr Sorokalet      |
|    | Unione Sovietica (bandiera) | D     | Oleksij Čerednyk         |
|    | Unione Sovietica (bandiera) | A     | Jevhen Serhijovyč Šachov |
|    | Unione Sovietica (bandiera) | A     | Nikolaj Kudrickij        |
|    | Unione Sovietica (bandiera) | A     | Eduard Son               |
|    | Unione Sovietica (bandiera) | A     | Vadim Jevtušenko         |
|    | Unione Sovietica (bandiera) | C     | Volodymyr Ljutyj         |
|    | Unione Sovietica (bandiera) | C     | Serhij Pučkov            |
|    | Unione Sovietica (bandiera) | C     | Anton Šoch               |
|    | Unione Sovietica (bandiera) | C     | Andrij Sydel'nykov       |
|    | Unione Sovietica (bandiera) | D     | Vladimir Geraščenko      |
|    | Unione Sovietica (bandiera) | C     | Vadim Tišenko            |

| N. |                             | Ruolo | Calciatore          |
| -- | --------------------------- | ----- | ------------------- |
|    | Unione Sovietica (bandiera) | A     | Oleg Taran          |
|    | Unione Sovietica (bandiera) | P     | Sergej Krakovskij   |
|    | Unione Sovietica (bandiera) | D     | Peter Neustädter    |
|    | Unione Sovietica (bandiera) | D     | Serhij Beženar      |
|    | Unione Sovietica (bandiera) | C     | Viktor Rafal'čuk    |
|    | Unione Sovietica (bandiera) | D     | Vasylyj Storčak     |
|    | Unione Sovietica (bandiera) | D     | Petro Buc           |
|    | Unione Sovietica (bandiera) | P     | Igor' Tjuterev      |
|    | Unione Sovietica (bandiera) | D     | Oleksandr Červonyj  |
|    | Unione Sovietica (bandiera) | D     | Oleh Fedjukov       |
|    | Unione Sovietica (bandiera) | C     | Jevhen Pochljebajev |
|    | Unione Sovietica (bandiera) | C     | Oleh Košeljuk       |
|    | Unione Sovietica (bandiera) | A     | Jurij Leonov        |
|    | Unione Sovietica (bandiera) | A     | Valentin Moskvin    |
|    | Unione Sovietica (bandiera) | C     | Konstantin Erëmenko |
|    | Unione Sovietica (bandiera) | A     | Valentyn Moskvin    |

## Risultati

### Campionato
| Dnepropetrovsk 8 marzo 1988 1ª giornata | Dnepr | 0 – 0 referto | Dinamo Kiev | Stadio Meteor |

| Dnepropetrovsk 12 marzo 1988 2ª giornata | Dnepr | 1 – 1 referto | Metalist | Stadio Meteor |

| Alma-Ata 19 marzo 1988 3ª giornata | Qairat | 0 – 2 referto | Dnepr | Stadio Centrale |

| Mosca 27 marzo 1988 4ª giornata | Torpedo Mosca | 1 – 0 referto | Dnepr | Stadio Torpedo |

| Odessa 9 aprile 1988 5ª giornata | Černomorec | 1 – 3 referto | Dnepr | Central'nyj stadion ČMP |

| Dnepropetrovsk 17 aprile 1988 6ª giornata | Dnepr | 0 – 0 referto | Spartak Mosca | Stadio Meteor |

| Donec'k 21 aprile 1988 7ª giornata | Šachtar | 0 – 0 referto | Dnepr | Stadio Centrale Šachtar |

| Erevan 30 aprile 1988 8ª giornata | Ararat | 0 – 0 referto | Dnepr | Stadio Hrazdan |

| Tbilisi 4 maggio 1988 9ª giornata | Dinamo Tbilisi | 0 – 1 referto | Dnepr | Stadio Dinamo |

| Dnepropetrovsk 14 maggio 1988 10ª giornata | Dnepr | 3 – 2 referto | Neftçi Baku | Stadio Meteor |

| Dnepropetrovsk 22 maggio 1988 11ª giornata | Dnepr | 2 – 0 referto | Dinamo Mosca | Stadio Meteor |

| Vilnius 4 luglio 1988 12ª giornata | Žalgiris Vilnius | 2 – 2 referto | Dnepr |  |

| Minsk 30 giugno 1988 13ª giornata | Dinamo Minsk | 0 – 1 referto | Dnepr | Stadio Dinamo |

| Dnepropetrovsk 8 luglio 1988 14ª giornata | Dnepr | 1 – 1 referto | Zenit Leningrado | Stadio Meteor |

| Dnepropetrovsk 12 luglio 1988 15ª giornata | Dnepr | 2 – 1 referto | Lokomotiv Mosca | Stadio Meteor |

| Mosca 1º agosto 1988 16ª giornata | Dinamo Mosca | 1 – 2 referto | Dnepr | Stadio Dinamo |

| Baku 4 agosto 1988 17ª giornata | Neftçi Baku | 2 – 2 referto | Dnepr | Stadio Lenin di Baku |

| Dnepropetrovsk 9 agosto 1988 18ª giornata | Dnepr | 3 – 0 referto | Ararat | Stadio Meteor |

| Dnepropetrovsk 13 agosto 1988 19ª giornata | Dnepr | 0 – 0 referto | Dinamo Tbilisi | Stadio Meteor |

| Mosca 20 agosto 1988 20ª giornata | Spartak Mosca | 2 – 2 referto | Dnepr | Stadio Dinamo |

| Dnepropetrovsk 24 agosto 1988 21ª giornata | Dnepr | 2 – 1 referto | Černomorec | Stadio Meteor |

| Dnepropetrovsk 3 settembre 1988 22ª giornata | Dnepr | 4 – 2 referto | Šachtar | Stadio Meteor |

| Charkiv 16 luglio 1988 23ª giornata | Metalist | 0 – 2 referto | Dnepr | Stadio Metalist |

| Dnepropetrovsk 25 settembre 1988 24ª giornata | Dnepr | 2 – 0 referto | Torpedo Mosca | Stadio Meteor |

| Kiev 11 ottobre 1988 25ª giornata | Dinamo Kiev | 2 – 0 referto | Dnepr | Stadio della Repubblica |

| Dnepropetrovsk 22 ottobre 1988 26ª giornata | Dnepr | 3 – 0 referto | Qairat | Stadio Meteor |

| Leningrado 31 ottobre 1988 27ª giornata | Zenit Leningrado | 0 – 1 referto | Dnepr | Stadio Lenin |

| Mosca 5 novembre 1988 28ª giornata | Lokomotiv Mosca | 0 – 1 referto | Dnepr |  |

| Dnepropetrovsk 14 novembre 1988 29ª giornata | Dnepr | 4 – 3 referto | Dinamo Minsk | Stadio Meteor |

| Dnepropetrovsk 11 novembre 1988 30ª giornata | Dnepr | 3 – 1 referto | Žalgiris Vilnius | Stadio Meteor |

### Coppa dell'Unione Sovietica
| Dnepropetrovsk 4 giugno 1988 Terzo turno - andata | Dnepr | 5 – 0 referto | Šinnik | Stadio Meteor |

| Jaroslavl' 20 luglio 1988 Terzo turno - ritorno | Šinnik | 0 – 2 referto | Dnepr | Stadio Šinnik |

| Leningrado 12 settembre 1988 Ottavi di finale - andata | Zenit Leningrado | 0 – 1 referto | Dnepr | Stadion im. S. M. Kirova |

| Dnepropetrovsk 30 settembre 1988 Ottavi di finale - ritorno | Dnepr | 1 – 1 referto | Zenit Leningrado | Stadio Meteor |

| Dnepropetrovsk 29 aprile 1989 Quarti di finale | Dnepr | 1 – 0 referto | Dinamo Minsk | Stadio Meteor |

| Tbilisi 21 maggio 1989 Semifinale | Dinamo Tbilisi | 1 – 2 referto | Dnepr | Stadio Dinamo |

| Mosca 25 giugno 1989 | Torpedo Mosca | 0 – 1 referto | Dnepr | Stadio Lenin |

### Coppa dell'UEFA
| Arbitro: | Neil Midgley |

|            |           |                 |
| Ljutyj 49’ | Marcatori | 24’ Alain Roche |

| Arbitro: | Helmut Kohl |

|                       |           |             |
| Stopyra 48’ Scifo 75’ | Marcatori | 2’ Čerednyk |

## Statistiche

### Statistiche di squadra
| Competizione                       | Punti | In casa | In casa | In casa | In casa | In casa | In casa | In trasferta | In trasferta | In trasferta | In trasferta | In trasferta | In trasferta | Totale | Totale | Totale | Totale | Totale | Totale | DR  |
| Competizione                       | Punti | G       | V       | N       | P       | Gf      | Gs      | G            | V            | N            | P            | Gf           | Gs           | G      | V      | N      | P      | Gf     | Gs     | DR  |
| ---------------------------------- | ----- | ------- | ------- | ------- | ------- | ------- | ------- | ------------ | ------------ | ------------ | ------------ | ------------ | ------------ | ------ | ------ | ------ | ------ | ------ | ------ | --- |
| Vysšaja Liga                       | 46    | 15      | 10      | 5       | 0       | 30      | 12      | 15           | 8            | 5            | 2            | 19           | 11           | 30     | 17     | 9      | 4      | 43     | 19     | +24 |
| Coppa dell'Unione Sovietica        | -     | 3       | 2       | 1       | 0       | 7       | 1       | 4            | 4            | 0            | 0            | 6            | 1            | 7      | 7      | 1      | 0      | 13     | 2      | +11 |
| Coppa delle Federazioni sovietiche | 6     | 3       | -       | -       | -       | -       | -       | 3            | -            | -            | -            | -            | -            | 6      | 2      | 2      | 2      | 5      | 6      | -1  |
| Coppa UEFA                         | -     | 1       | 0       | 1       | 0       | 1       | 1       | 1            | 0            | 0            | 1            | 1            | 2            | 3      | 0      | 1      | 1      | 2      | 3      | -1  |

### Statistiche dei giocatori
| Giocatore          | Vysšaja Liga | Vysšaja Liga | Vysšaja Liga | Vysšaja Liga | Coppa dell'Unione Sovietica | Coppa dell'Unione Sovietica | Coppa dell'Unione Sovietica | Coppa dell'Unione Sovietica | Coppa UEFA | Coppa UEFA | Coppa UEFA  | Coppa UEFA | Coppa delle Federazioni sovietiche | Coppa delle Federazioni sovietiche | Coppa delle Federazioni sovietiche | Coppa delle Federazioni sovietiche | Totale   | Totale | Totale      | Totale     |
| Giocatore          | Presenze     | Reti         | Ammonizioni  | Espulsioni   | Presenze                    | Reti                        | Ammonizioni                 | Espulsioni                  | Presenze   | Reti       | Ammonizioni | Espulsioni | Presenze                           | Reti                               | Ammonizioni                        | Espulsioni                         | Presenze | Reti   | Ammonizioni | Espulsioni |
| ------------------ | ------------ | ------------ | ------------ | ------------ | --------------------------- | --------------------------- | --------------------------- | --------------------------- | ---------- | ---------- | ----------- | ---------- | ---------------------------------- | ---------------------------------- | ---------------------------------- | ---------------------------------- | -------- | ------ | ----------- | ---------- |
| S. Baškyrov        | 28           | 2            | ?            | ?            | 6                           | 1                           | ?                           | ?                           | 2          | 0          | ?           | ?          | 6                                  | 0                                  | ?                                  | ?                                  | 42       | 3      | ?           | ?          |
| E. Son             | 29           | 8            | ?            | ?            | 6                           | 2                           | ?                           | ?                           | 2          | 0          | ?           | ?          | 6                                  | 2                                  | ?                                  | ?                                  | 43       | 12     | ?           | ?          |
| V. Bahmut          | 28           | 2            | ?            | ?            | 6                           | 1                           | ?                           | ?                           | 2          | 0          | ?           | 0          | 6                                  | 0                                  | ?                                  | ?                                  | 42       | 3      | ?           | 0+         |
| I. Vyšnevs'kyj     | 28           | 0            | ?            | ?            | 4                           | 0                           | ?                           | ?                           | 2          | 0          | ?           | 0          | 2                                  | 0                                  | ?                                  | ?                                  | 36       | 0      | ?           | 0+         |
| J. Šachov          | 28           | 16           | ?            | ?            | 6                           | 3                           | ?                           | ?                           | 2          | 0          | ?           | 0          | 6                                  | 1                                  | ?                                  | ?                                  | 42       | 20     | ?           | 0+         |
| M. Kudryc'kyj      | 27           | 3            | ?            | ?            | 6                           | 2                           | ?                           | ?                           | 2          | 0          | ?           | 0          | 6                                  | 0                                  | ?                                  | ?                                  | 41       | 5      | ?           | 0+         |
| O. Sorokalet       | 27           | 1            | ?            | ?            | 6                           | 0                           | ?                           | ?                           | 2          | 0          | ?           | 0          | 6                                  | 0                                  | ?                                  | ?                                  | 41       | 1      | ?           | 0+         |
| V. Horodov         | 25           | -18          | ?            | ?            | 3                           | -2                          | ?                           | ?                           | 1          | -1         | ?           | 0          | 2                                  | -1                                 | ?                                  | ?                                  | 31       | -22    | ?           | 0+         |
| O. Čerednyk        | 24           | 3            | ?            | ?            | 2                           | 0                           | ?                           | ?                           | 2          | 1          | ?           | 0          | 1                                  | 0                                  | ?                                  | ?                                  | 29       | 4      | ?           | 0+         |
| S. Pučkov          | 22           | 0            | ?            | ?            | 5                           | 0                           | ?                           | ?                           | 1          | 0          | ?           | 0          | 2                                  | 0                                  | ?                                  | ?                                  | 30       | 0      | ?           | 0+         |
| A. Šoch            | 22           | 1            | ?            | ?            | 5                           | 0                           | ?                           | ?                           | 2          | 0          | ?           | 0          | 3                                  | 0                                  | ?                                  | ?                                  | 32       | 1      | ?           | 0+         |
| V. Ljutyj          | 21           | 9            | ?            | ?            | 1                           | 0                           | ?                           | ?                           | 2          | 1          | ?           | 0          | 0                                  | 0                                  | ?                                  | ?                                  | 24       | 10     | ?           | 0+         |
| V. Jevtušenko      | 20           | 0            | ?            | ?            | 4                           | 1                           | ?                           | ?                           | 1          | 0          | ?           | 0          | 6                                  | 1                                  | ?                                  | ?                                  | 31       | 2      | ?           | 0+         |
| I. Škvyrin         | 10           | 2            | ?            | ?            | 3                           | 1                           | ?                           | ?                           | 0          | 0          | ?           | 0          | 0                                  | 0                                  | ?                                  | ?                                  | 13       | 3      | ?           | 0+         |
| A. Sydel'nykov     | 8            | 1            | ?            | ?            | 4                           | 0                           | ?                           | ?                           | 0          | 0          | ?           | 0          | 6                                  | 0                                  | ?                                  | ?                                  | 18       | 1      | ?           | 0+         |
| V. Geraščenko      | 7            | 0            | ?            | ?            | 4                           | 0                           | ?                           | ?                           | 0          | 0          | ?           | 0          | 3                                  | 0                                  | ?                                  | ?                                  | 14       | 0      | ?           | 0+         |
| V. Tyščenko        | 6            | 0            | ?            | ?            | 0                           | 0                           | ?                           | ?                           | 3          | 0          | ?           | 0          | 0                                  | 0                                  | ?                                  | ?                                  | 9        | 0      | ?           | 0+         |
| S. Krakovs'kyj     | 4            | -2           | ?            | ?            | 4                           | -1                          | ?                           | ?                           | 1          | -2         | ?           | 0          | 5                                  | -5                                 | ?                                  | ?                                  | 14       | -10    | ?           | 0+         |
| P. Neustädter      | 4            | 0            | ?            | ?            | 2                           | 0                           | ?                           | ?                           | 0          | 0          | ?           | 0          | 3                                  | 0                                  | ?                                  | ?                                  | 9        | 0      | ?           | 0+         |
| O. Taran           | 4            | 0            | ?            | ?            | 2                           | 0                           | ?                           | ?                           | 0          | 0          | ?           | 0          | 2                                  | 0                                  | ?                                  | ?                                  | 8        | 0      | ?           | 0+         |
| S. Beženar         | 3            | 0            | ?            | ?            | 1                           | 0                           | ?                           | ?                           | 0          | 0          | ?           | 0          | 2                                  | 0                                  | ?                                  | ?                                  | 6        | 0      | ?           | 0+         |
| V. Rafal'čuk       | 2            | 0            | ?            | ?            | 1                           | 0                           | ?                           | ?                           | 0          | 0          | ?           | 0          | 0                                  | 0                                  | ?                                  | ?                                  | 3        | 0      | ?           | 0+         |
| V. Vasylyj Storčak | 2            | 0            | ?            | ?            | 3                           | 0                           | ?                           | ?                           | 0          | 0          | ?           | 0          | 5                                  | 1                                  | ?                                  | ?                                  | 10       | 1      | ?           | 0+         |
| P. Buc             | 1            | 0            | ?            | ?            | 1                           | 0                           | ?                           | ?                           | 0          | 0          | ?           | 0          | 2                                  | 0                                  | ?                                  | ?                                  | 4        | 0      | ?           | 0+         |
| K. Erëmenko        | 1            | 0            | ?            | ?            | 0                           | 0                           | ?                           | ?                           | 0          | 0          | ?           | 0          | 0                                  | 0                                  | ?                                  | ?                                  | 1        | 0      | ?           | 0+         |
| O. Košeljuk        | 1            | 0            | ?            | ?            | 1                           | 0                           | ?                           | ?                           | 0          | 0          | ?           | 0          | 2                                  | 0                                  | ?                                  | ?                                  | 4        | 0      | ?           | 0+         |
| J. Leonov          | 1            | 0            | ?            | ?            | 0                           | 0                           | ?                           | ?                           | 0          | 0          | ?           | 0          | 0                                  | 0                                  | ?                                  | ?                                  | 1        | 0      | ?           | 0+         |
| V. Moskvin         | 1            | 0            | ?            | ?            | 0                           | 0                           | ?                           | ?                           | 0          | 0          | ?           | 0          | 0                                  | 0                                  | ?                                  | ?                                  | 1        | 0      | ?           | 0+         |
| J. Pochljebajev    | 1            | 0            | ?            | ?            | 0                           | 0                           | ?                           | ?                           | 0          | 0          | ?           | 0          | 0                                  | 0                                  | ?                                  | ?                                  | 1        | 0      | ?           | 0+         |
| I. Tjuterev        | 1            | -3           | ?            | ?            | 0                           | 0                           | ?                           | ?                           | 0          | 0          | ?           | 0          | 0                                  | 0                                  | ?                                  | ?                                  | 1        | -3     | ?           | 0+         |
| O. Fedjukov        | 1            | 0            | ?            | ?            | 0                           | 0                           | ?                           | ?                           | 0          | 0          | ?           | 0          | 0                                  | 0                                  | ?                                  | ?                                  | 1        | 0      | ?           | 0+         |
| O. Červonyj        | 1            | 1            | ?            | ?            | 0                           | 0                           | ?                           | ?                           | 0          | 0          | ?           | 0          | 0                                  | 0                                  | ?                                  | ?                                  | 1        | 1      | ?           | 0+         |